# Déli pályaudvar (Budapest)
A Déli pályaudvar (hivatalosan Budapest-Déli) Budapest négy legfontosabb vasútállomásának egyike a Keleti, a Nyugati és a Kelenföldi pályaudvar mellett. Hivatásforgalma egész évben, üdülőforgalma pedig főleg a nyári hónapokban jelentős. Építészeti stílusa jelentősen eltér a többi budapesti fejállomásétól, hiszen a modernizmus jegyében épült. Az egykori Budai vasútállomás helyén áll. A második világháborúban megsérült Budai indóház lebontása a hatvanas években történt meg, ekkor egy, a mainál kisebb, modern stílusú felvételi épület készült, majd annak bontása után épült fel a ma is álló nagyvonalú, Európa-szerte elismert értékű épületegyüttes. Azóta az évtizedes elhanyagoltság következtében a hajdan elegáns épületkomplexum állapota méltatlanul leromlott.

## Funkciója
A pályaudvarról indul a Dunántúlt kiszolgáló gyorsvonatok nagy része, illetve a budapesti agglomeráció délnyugati része felé közlekedő személyvonatok. Végállomása a Budapest–Győr–Hegyeshalom–Rajka (1-es) viszonylaton futó személyvonatoknak, illetve a Budapest-Martonvásár-Székesfehérvár (30a) és a Budapest-Pusztaszabolcs (40a) vonalnak. A főváros harmadik legforgalmasabb pályaudvara. Nyáron a balatoni vonatokkal utaznak sokan, télen a hivatásforgalom a jelentősebb.

## Fekvése
Budapest I. kerületében, a XII. kerülettel határosan épült fejpályaudvar, a Vérmező mellett, az Alkotás utca és a Krisztina körút találkozásánál, a Krisztinaváros területén. 1972 óta az M2-es metróvonal budai végállomása. A 17-es, 56-os, 56A, 59-es, 59A, 59B és a 61-es villamos köti össze a környék legjelentősebb közlekedési gócpontjával, a Széll Kálmán térrel.

## Története

### A pályaudvar létrejötte

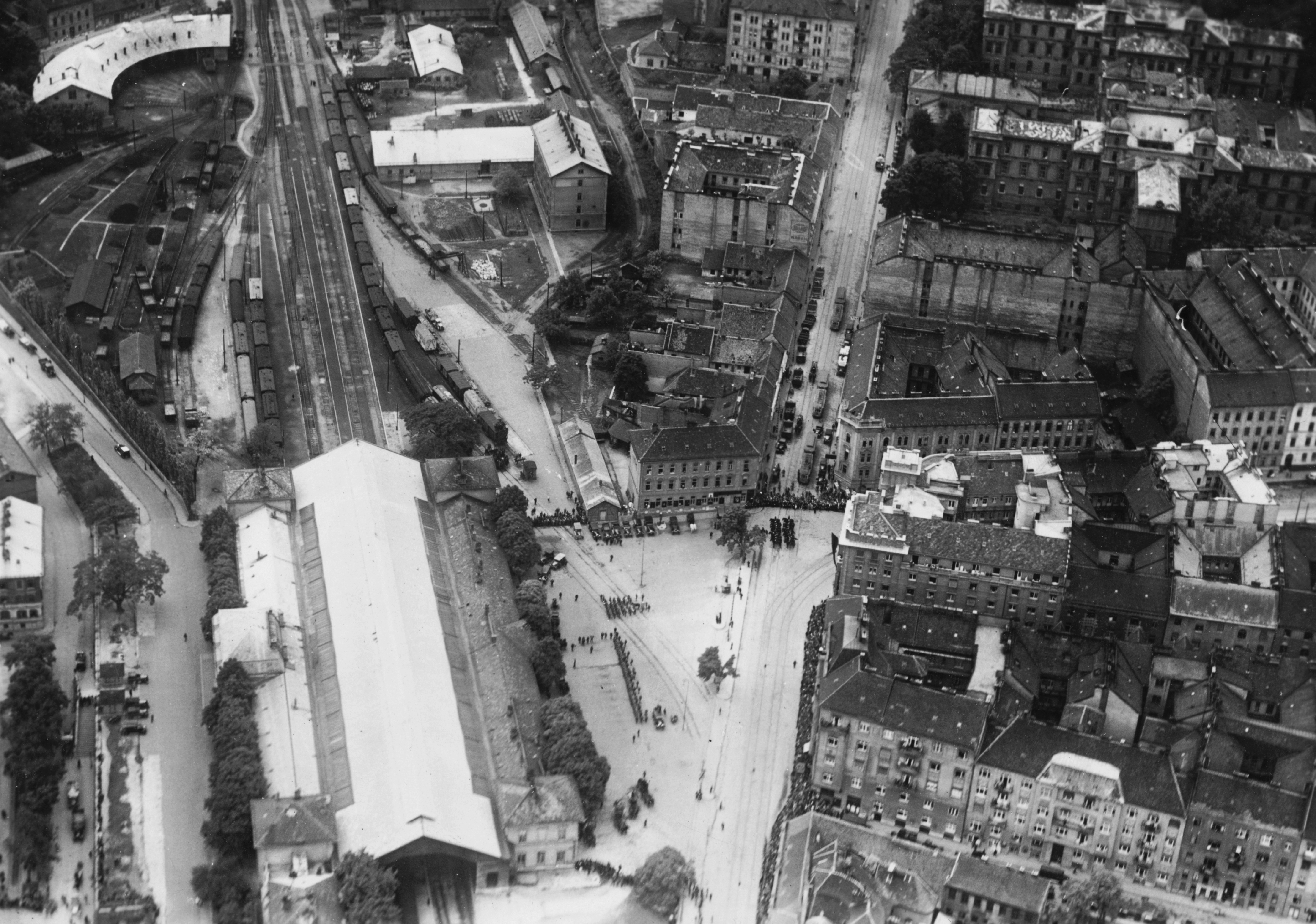
A fejpályaudvar a második világháború előtti formájában, egy 1935-ben készült légifelvételen. A kép bal alsó sarkában a II. világháború után elbontott Budai indóház látható.

Széchenyi István az 1825–1827-es országgyűlésen javaslatot tett négy fő vasútvonal megépítésére Magyarországon, ez azonban hosszú ideig nem valósult meg. Végül a század második felében került újra napirendre egy Budára telepítendő pályaudvar kérdése; a központibb, Duna-menti helyszínnel szemben a város akkori peremét, a mai Déli pályaudvar helyét választották. 1861. április 1-jén nyílt meg a Déli Vasút tulajdonában lévő Buda állomás (a Déli pályaudvar elődje), a Buda–Kanizsa vonal végállomásaként. Az épület a vasúttársaság más forgalmas pályaudvaraihoz hasonlóan komolyan felszereltnek számított, és egy facsarnokkal bírt a vasúti sínek felett, a vágányok pedig egy támfallal megerősített fordítókorongban végződtek. A Déli pályaudvar nevet 1873-ban kapta az állomás, nem a földrajzi fekvéséről, hanem a vasúttársaságról. 1901-ben a növekvő forgalom következtében a Vérmező felől új jegyváltó-előcsarnok épült.

### A Déli Vasút egykori budai igazgatósága
A Déli Vasút magyarországi vonalai számára, igaz aránylag kis hatáskörrel de külön üzletigazgatóságot szervezett. Ez az igazgatóság 1880. augusztus 1-jén kezdte meg működését. Épülettömbje a Déli pályaudvar területén a Márvány utcai híd és a mai MÁVTI (egykori térfelügyelőségi épület) közötti területen épült meg. A kétemeletes igazgatósági épület első a tehervágányokra merőleges szárnya az 1870-es években (ez a rész már az igazgatóság megszervezése előtt épült) a kiegészítő a vágányokkal párhuzamos szárnya pedig 1910 körül épült a Mészáros u. 17-19. alatt. A Társaság megszűnését követően, más intézményekkel együtt a Kereskedelemügyi Minisztérium hídtervezéssel foglalkozó osztálya kapott itt helyet. A hatalmas épület 1945-ben a II. világháború során olyan súlyosan megsérült, hogy a maradványait később elbontották. Újjáépítésére nem került sor. Az egykori épületből ma csupán egy egyszintes épületrész áll.

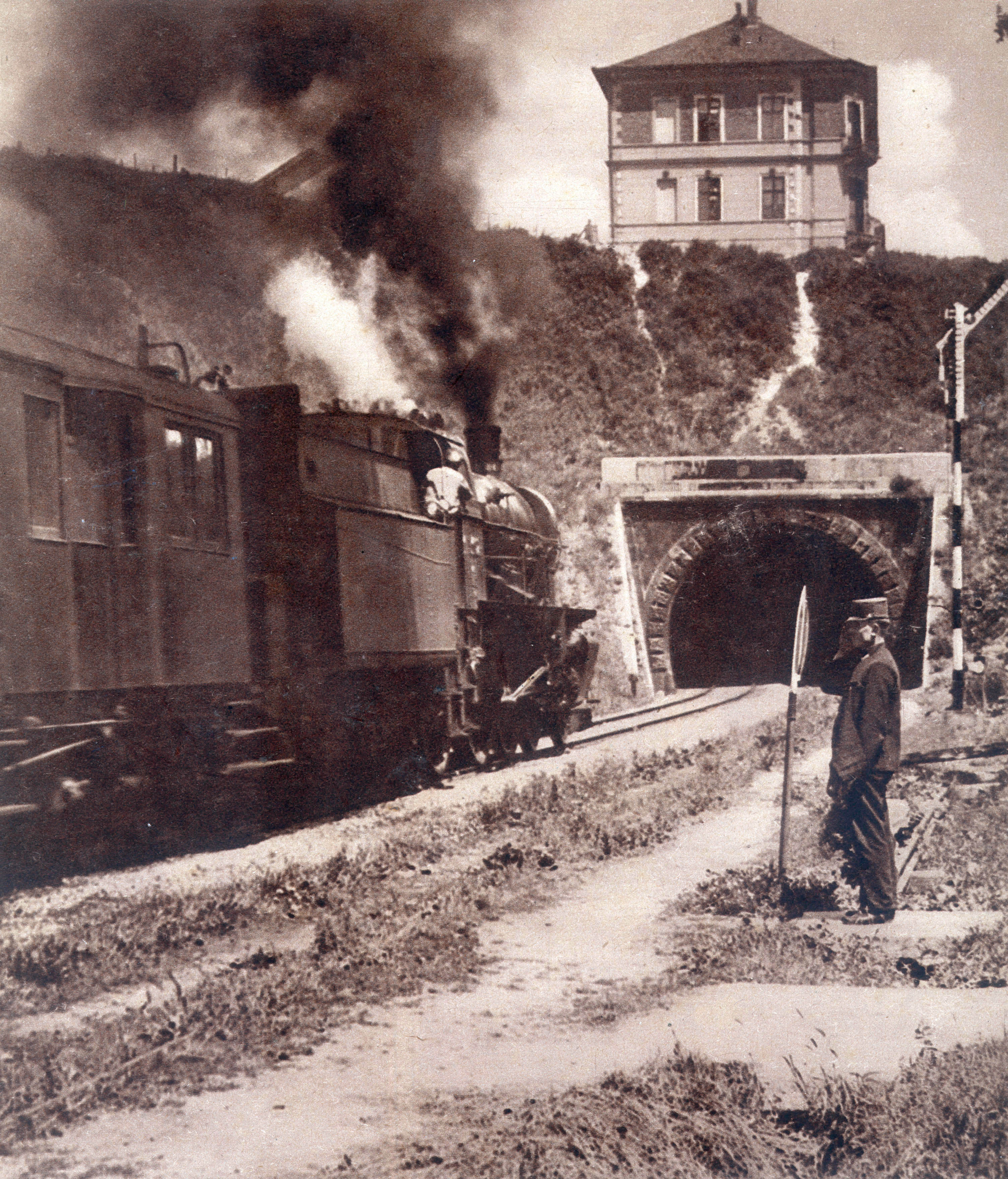
A Déli pályaudvarhoz szorosan kötődő alagút, amely a Gellért-hegy nyugati oldala alatt húzódik (1927)

### Átépítés, bővítés
A létesítményt a második világháború során teljesen lebombázták, a befutó vasútvonalak is tönkrementek. A központi csarnok maradványait elbontották, az utazóközönséget csak a krisztinavárosi oldalon megmaradt épület szolgálta. A pénztárak zsúfolttá váltak, a peronok megközelítésére csak a vágányokon át volt mód. Az 1940-es évek végének vasúti helyreállítási munkálatai a pályaudvar épületére nem terjedtek ki. Egészen az 1960-as évekig ideiglenes létesítmények szolgálták az utasokat, szóba került az állomás Kelenföld vasútállomásra történő kitelepítése is.
Jelenlegi formája több lépcsőben alakult ki. 1958-ban megépült a második vágány Kelenföldig. 1962-ben szélesedtek ki a peronok; nehezebb, vasbeton aljas vágányok épültek. 1962. január 4-én kezdődött meg az új pénztárcsarnok keleti felének építése a terület északi részén, az elbontott fordítókorong helyén. Kővári György tervei alapján elegáns üvegfalú épületet emeltek modern stílusban, melyért alkotója Ybl-díjat is kapott. A vágányok végén létesült épület mellett új lépcsőket és ideiglenes perontetőt is építettek.
1969–1972 között épült az M2-es metróvonal végállomása. Kővári György 1968–1974 között készült tervei alapján 1970-ben megindult a pályaudvar átépítése, bővítése. (Körülötte a Magyar Jakobinosok terével együtt az Alkotás utca Nagyenyed utcáig és a Krisztina körút Mikó utcáig tartó szakasza is ekkor nyerte el a mai formáját.) 1972–1977 között húzták fel a végleges felvételi és üzemi épületet. Felhagyásra került a régi körfűtőház és a végére 12 vágány kapacitású lett a pályaudvar. A jelenlegi pénztár- és várócsarnok nyugati fele az 1972-ban átadott M2-es metró új kijáratával bővült. 1974-ben a régi felvételi épület bontási munkálatai során előkerült az egykori indóház alapkőletételénél használt ónhenger, melyet azóta a Közlekedési Múzeum őriz. A teljes épületkomplexum 1975 után készült el. A Déli pályaudvar és a Kelenföldi pályaudvar közötti szakaszon 1958 óta kétvágányú vasúti pálya fölé 1980-ban húzták ki a felsővezetéket, a villamos üzemű vontatás 1981. január 8-án indult el.

### A rendszerváltás után
A rendszerváltás után sokáig semmi nem történt, majd 2001-ben perontetőt emeltek a magasperonossá fejlesztett 4. és az 5. vágány közé, a közvetlenül Zalaegerszegen át Szlovéniába tartó InterCity járat beindítása előtt. A tető felhúzásának áldozatul estek a pályaudvar terebélyes lombú fái.
Mára az épületek állapota erősen leromlott, emiatt egy időben újra napirendre került a pályaudvar megszüntetése és az általa ellátott feladatok Kelenföldre történő kitelepítése. Ettől a tervtől időközben elálltak. Jelenleg[mikor?] – magántőke bevonásával – a pályaudvar teljes átépítését tervezik, amelynek költségeit a vágányok lefedésével és a személyszállításhoz nem közvetlenül kapcsolódó funkciók áttelepítésével nyert területek kereskedelmi célú hasznosításából fedeznék.
Addig is a közelmúltban pótolták az álmennyezetek leszakadt hézagait, a pénztárcsarnok főhomlokzatán a hiányzó fehér sávok burkolatait és a kitört üvegeket. A Kosciuszkó Tádé utca felőli szárny vasbeton korlátjait is beburkolták. A pénztárcsarnok 2002-ben bezárt étterme 2009-től rövid ideig újra üzemelt. A Kálvin tér metróépítés miatt félig lebontott aluljárójának egyik megszűnt kávézója költözött be és újította fel. 1975-ös korabeli állapotának megfelelően fogadta vendégeit.
2014 végén az új menetrend életbelépésével egy újabb fejezet zárult le a pályaudvar történetében, decembertől ugyanis már annyi Stadler FLIRT villamos motorvonat üzemelt, hogy több évtizednyi munka után a hagyományos ingavonatok (MÁV V43 sorozat + Bhv kocsik + vezérlőkocsi összeállítás) feleslegessé váltak és elbúcsúztak véglegesen a Délitől.
2015 januárjában a Kis-Gellért-hegy alatt húzódó, 361 méter hosszú alagút déli bejárata mellett omlani kezdett a támfal, ezért annak megerősítéséig bezárták a pályaudvart, mivel a balesetveszélyessé vált alagút miatt azt vasúton nem lehetett megközelíteni. A személyszállító vonatok legtöbbje Kelenföldön fordult. 2015. április 3-án indult újra a vonatforgalom a pályaudvaron.
2016-ban ismét szóba került a pályaudvar esetleges lebontása, ahova zöld felületeket és P+R parkolót képzeltek, de ez a terv sem valósult meg.
2018. október 4. és 17. között a pályaudvart ismét lezárták, hogy a leghalaszthatatlanabb felújítási beavatkozásokat elvégezzék, mint a felsővezetékek, váltók és a biztosítóberendezés karbantartása, valamint a peronhibák kijavítása. A pályaudvar valódi korszerűsítésére, az 1960-ban épített kézi vezérlésű, vonóvezetékes berendezés cseréjére több tízmilliárd forintra lenne szükség.
2018-ban a pályaudvaron POKET Zsebkönyvautomatát állítottak fel.
A következő években folytatódott az épület további állagromlása, a korábban bejárható területeinek jelentős részét elzárták az utasforgalom elől, miközben kívülről is a lepusztultság jelei mutatkoztak. 2023-ban a Magyar Kétfarkú Kutya Párt videót is közzétett, amin látható, hogy patkányok rendezkedtek be a pályaudvar aluljárójához tartozó, elhanyagolt zöldterületen. A MÁV arról számolt be az eset után, hogy az épület felújítására komplex terveket készítenek, de az utascsarnok megújításán kívüli tervek megvalósítására az Európai Uniótól kapható forrásokra van szüksége.

## Megközelítés budapesti tömegközlekedéssel
- Metró:
- Busz:  21, 21A, 39, 102, 139, 140, 140A, 221
- Villamos:  17, 56, 56A, 59, 59A, 59B, 61
- Helyközi busz:  770
- Éjszakai autóbuszjárat:  960, 990

## Forgalom
| Járat                                          | Útvonal | Gyakoriság                                                                      |
| ---------------------------------------------- | --- | ------------------------------------------------------------------------------- |
| S10                                            | Budapest-Déli – Budapest-Kelenföld – Budaörs – Törökbálint – Biatorbágy – Herceghalom – Bicske alsó – Bicske – Szár – Szárliget – Alsógalla – Tatabánya – Vértesszőlős – Tóvároskert – Tata – Almásfüzitő – Almásfüzitő felső – Szőny – Komárom – Ács – Nagyszentjános – Győrszentiván – Győr-Gyárváros – Győr | Óránként                                                                        |
| G10                                            | Győr → Komárom → Tata → Tatabánya → Alsógalla → Bicske → Bicske alsó → Biatorbágy → Budapest-Kelenföld → Budapest-Déli | Munkanapokon napi 1 Budapest felé                                               |
| S12                                            | Budapest-Déli – Budapest-Kelenföld – Budaörs – Törökbálint – Biatorbágy – Herceghalom – Bicske alsó – Bicske – Szár – Szárliget – Alsógalla – Tatabánya – Bánhida – Környe – Kecskéd alsó – Oroszlány | Óránként                                                                        |
| S30                                            | Budapest-Déli – Budapest-Kelenföld – Albertfalva – Budafok – Kastélypark – Tétényliget – Érd alsó – Tárnok – Martonvásár – Baracska – Pettend – Kápolnásnyék – Velence – Velencefürdő – Gárdony – Agárd – Dinnyés – Székesfehérvár (– nyáron 1 darab Fonyódig) | Napi 4-5 pár                                                                    |
| G30                                            | Budapest-Déli – Budapest-Kelenföld – Érd alsó – Velence – Velencefürdő – Gárdony – Agárd – Székesfehérvár | Nyári hétvégén 2 pár                                                            |
| Z30                                            | Budapest-Déli – Budapest-Kelenföld – Érd alsó – Tárnok – Martonvásár (– Baracska – Pettend – Kápolnásnyék – Velence – Velencefürdő – Gárdony – Agárd – Dinnyés – Székesfehérvár) | Félóránként                                                                     |
| S34                                            | Budapest-Déli – Budapest-Kelenföld – Albertfalva – Budafok – Kastélypark – Tétényliget – Érd alsó – Tárnok – Martonvásár – Baracska – Pettend – Kápolnásnyék – Velence – Velencefürdő – Gárdony – Agárd – Dinnyés – Székesfehérvár – Maroshegy – Lepsény – Balatonaliga – Balatonvilágos – Szabadisóstó – Szabadifürdő – Siófok – Balatonszéplak felső – Balatonszéplak alsó – Zamárdi felső – Zamárdi – Szántód – Balatonföldvár – Balatonszárszó – Balatonszemes – Balatonlelle felső – Balatonlelle – Balatonboglár – Fonyódliget – Fonyód – Bélatelep – Alsóbélatelep – Balatonfenyves – Balatonfenyves alsó – Máriahullámtelep – Máriaszőlőtelep – Balatonmáriafürdő – Balatonberény – Balatonszentgyörgy – Keszthely                                                                                     | Nyáron napi 2 pár                                                               |
| S35                                            | Budapest-Déli – Budapest-Kelenföld – Budafok → (Nagykanizsa felé: Budatétény → Barosstelep → Érdliget → Érd felső → Tárnok → Martonvásár → Baracska → Pettend → Kápolnásnyék; Budapest felé: ← Érd alsó) – Velence – Velencefürdő – Gárdony – Agárd (→ Dinnyés) – Székesfehérvár – Maroshegy – Lepsény – Balatonaliga – Balatonvilágos – Szabadisóstó – Szabadifürdő – Siófok – Balatonszéplak felső – Balatonszéplak alsó – Zamárdi felső – Zamárdi – Szántód – Balatonföldvár – Balatonszárszó – Balatonszemes – Balatonlelle felső – Balatonlelle – Balatonboglár – Fonyódliget – Fonyód – Bélatelep – Alsóbélatelep – Balatonfenyves – Balatonfenyves alsó – Máriahullámtelep – Máriaszőlőtelep – Balatonmáriafürdő – Balatonberény – Balatonszentgyörgy – Vörs – Zalakomár – Zalaszentjakab – Nagykanizsa | Nyáron napi 1 pár                                                               |
| S40                                            | Budapest-Déli – Budapest-Kelenföld – Budafok – Háros – Budatétény – Barosstelep – Nagytétény-Diósd – Érdliget – Érd felső – Érd – Százhalombatta – Dunai Finomító – Ercsi – Iváncsa – Pusztaszabolcs – (közvetlen kocsikkal tovább Szabadegyháza – Sárosd – Nagylók – Sárbogárd – Rétszilas – Sáregres – Simontornya – Tolnanémedi – Pincehely – Belecska – Keszőhidegkút-Gyönk – Szárazd – Regöly – Szakály-Hőgyész – Dúzs – Csibrák – Kurd – Döbrököz – Dombóvár) | 1-3 óránként                                                                    |
| G40                                            | (Dombóvár → Döbrököz → Kurd → Csibrák → Dúzs → Szakály-Hőgyész → Regöly → Szárazd → Keszőhidegkút-Gyönk → Belecska → Pincehely → Tolnanémedi → Simontornya → Sáregres → Rétszilas →) Sárbogárd → Nagylók → Sárosd → Szabadegyháza → Pusztaszabolcs → Iváncsa → Százhalombatta → Érd → Érd alsó → Tétényliget → Budapest-Kelenföld → Budapest-Déli | Munkanapokon napi 3 Budapest felé                                               |
| Z40                                            | Budapest-Déli → Budapest-Kelenföld → Érd felső → Százhalombatta → Iváncsa → Pusztaszabolcs → Szabadegyháza → Sárosd → Nagylók → Sárbogárd → Rétszilas → Sáregres → Simontornya → Tolnanémedi → Pincehely → Belecska → Keszőhidegkút-Gyönk → Szárazd → Regöly → Szakály-Hőgyész → Dúzs → Csibrák → Kurd → Döbrököz → Dombóvár | Munkanapokon és vasárnap 1 Dombóvár felé                                        |
| S42                                            | Budapest-Déli – Budapest-Kelenföld – Budafok – Háros – Budatétény – Barosstelep – Nagytétény-Diósd – Érdliget – Érd felső – Érd – Százhalombatta – Dunai Finomító – Ercsi – Iváncsa – Pusztaszabolcs – Adony – Kulcs – Rácalmás – Dunaújváros | 1-4 óránként                                                                    |
| Z42                                            | Budapest-Déli – Budapest-Kelenföld – Érd felső – Százhalombatta – Iváncsa – Pusztaszabolcs – Adony – Kulcs – Rácalmás – Dunaújváros | Munkanapokon napi 4 Dunaújváros felé, napi 2 Budapest felé                      |
| G44                                            | Tárnok → Érd felső → Érdliget → Barosstelep → Budatétény → Budafok → Budapest-Kelenföld → Budapest-Déli | Napi 1 Budapest felé                                                            |
| személyvonat                                   | Budapest-Déli – Budapest-Kelenföld (← Gárdony) – Székesfehérvár – Várpalota – Pétfürdő – Öskü – Hajmáskér – Veszprém – Ajka (← Ajka-Gyártelep ← Devecser ← Somlóvásárhely ← Tüskevár ← Karakószörcsök ← Kerta ← Boba ← Nemeskocs ← Celldömölk) | Napi 1 pár                                                                      |
| személyvonat                                   | Budapest-Déli – Budapest-Kelenföld – (Érd alsó → Velence –) Székesfehérvár – Várpalota – Pétfürdő – Öskü – Hajmáskér – Veszprém | Napi 2-5 pár                                                                    |
| személyvonat                                   | Veszprém → Hajmáskér → Öskü → Pétfürdő → Várpalota → Székesfehérvár → Gárdony → Martonvásár → Érd alsó → Budapest-Kelenföld → Budapest-Déli | Munkanapokon 1 Budapest felé                                                    |
| személyvonat                                   | Balatonfüred → Balatonarács → Csopak → Alsóörs → Káptalanfüred → Balatonalmádi → Balatonfűzfő → Balatonkenese → Csittényhegy → Balatonakarattya → Csajág → Balatonfőkajár felső → Füle → Polgárdi → Polgárdi-Ipartelepek → Szabadbattyán → Maroshegy → Székesfehérvár → Velence → Budapest-Kelenföld → Budapest-Déli | Napi 1 Budapest felé                                                            |
| Sugovica expresszvonat                         | Baja → Bátaszék → Szekszárd → Budapest-Kelenföld → Budapest-Déli | Vasárnap 1 Budapest felé                                                        |
| sebesvonat                                     | Budapest-Déli – Budapest-Kelenföld – Székesfehérvár – Balatonakarattya – Balatonkenese – Balatonfűzfő – Balatonalmádi – Alsóörs – Csopak – Balatonfüred – Aszófő – Örvényes – Balatonudvari (– Fövenyes) – Balatonakali-Dörgicse – Zánka-Erzsébettábor – Zánka-Köveskál – Balatonszepezd (– Szepezdfürdő) – Révfülöp – Balatonrendes – Ábrahámhegy – Badacsonyörs – Badacsonytomaj – Badacsony – Badacsonylábdihegy – Badacsonytördemic-Szigliget – Nemesgulács-Kisapáti – Tapolca | 2 óránként                                                                      |
| sebesvonat                                     | Tapolca → Badacsonytördemic-Szigliget → Badacsony → Badacsonytomaj → Ábrahámhegy → Révfülöp → Balatonszepezd → Zánka-Köveskál → Balatonakali-Dörgicse → Balatonudvari → Aszófő → Balatonfüred → Csopak → Alsóörs → Balatonalmádi → Balatonfűzfő → Balatonkenese → Balatonakarattya → Székesfehérvár → Budapest-Kelenföld → Budapest-Déli | Napi 1 Budapest felé                                                            |
| sebesvonat, Déli<-parti sebesvonat             | Keszthely → Balatonszentgyörgy → Balatonberény → Balatonmáriafürdő → Máriaszőlőtelep → Máriahullámtelep → Balatonfenyves alsó → Balatonfenyves → Alsóbélatelep → Bélatelep → Fonyód → Fonyódliget → Balatonboglár → Balatonlelle → Balatonlelle felső → Balatonszemes → Balatonszárszó → Balatonföldvár → Szántód → Zamárdi → Zamárdi felső → Balatonszéplak alsó → Balatonszéplak felső → Siófok → Szabadifürdő → Szabadisóstó → Balatonvilágos → Balatonaliga → Lepsény → Polgárdi-Tekerespuszta → Kiscséripuszta → Szabadbattyán → Maroshegy → Székesfehérvár → Kápolnásnyék → Érd alsó → Budapest-Kelenföld → Budapest-Déli | Napi 1 Budapest felé                                                            |
| Déli<-parti InterRégió                         | (Balatonszentgyörgy → Balatonberény → Balatonmáriafürdő → Máriaszőlőtelep → Máriahullámtelep → Balatonfenyves alsó → Balatonfenyves → Alsóbélatelep → Bélatelep → Fonyód → Fonyódliget → Balatonboglár → Balatonlelle → Balatonlelle felső → Balatonszemes → Balatonszárszó → Balatonföldvár → Szántód → Zamárdi → Zamárdi felső → Balatonszéplak alsó → Balatonszéplak felső →) Siófok → Szabadifürdő → Szabadisóstó → Balatonvilágos → Balatonaliga → Lepsény → Maroshegy → Székesfehérvár → Dinnyés → Agárd → Gárdony → Velencefürdő → Velence → Kápolnásnyék → Pettend → Baracska → Martonvásár → Tárnok → Érd alsó → Tétényliget → Kastélypark → Budafok → Albertfalva → Budapest-Kelenföld → Budapest-Déli                                                                                               | Napi 1 Budapest felé                                                            |
| InterRégió                                     | Sopron → Fertőszentmiklós → Kapuvár → Csorna → Győr → Komárom → Tata → Tatabánya → Budapest-Kelenföld → Budapest-Déli | Vasárnap 1 Budapest felé                                                        |
| Déli<-parti InterRégió, Déli->parti InterRégió | Budapest-Déli – Budapest-Kelenföld – Érd alsó – Székesfehérvár – Maroshegy – Szabadbattyán – Kiscséripuszta – Polgárdi-Tekerespuszta – Lepsény – Balatonaliga – Balatonvilágos – Szabadisóstó – Szabadifürdő – Siófok – Balatonszéplak felső – Balatonszéplak alsó – Zamárdi felső – Zamárdi – Szántód – Balatonföldvár – Balatonszárszó – Balatonszemes – Balatonlelle felső – Balatonlelle – Balatonboglár – Fonyódliget – Fonyód – Bélatelep – Alsóbélatelep – Balatonfenyves – Balatonfenyves alsó – Máriahullámtelep – Máriaszőlőtelep – Balatonmáriafürdő – Balatonberény – Balatonszentgyörgy (→ Keszthely) | Nyáron 2 óránként                                                               |
| Déli<-parti InterRégió                         | Nagykanizsa → Zalaszentjakab → Zalakomár → Balatonszentgyörgy → Balatonberény → Balatonmáriafürdő → Máriaszőlőtelep → Máriahullámtelep → Balatonfenyves alsó → Balatonfenyves → Alsóbélatelep → Bélatelep → Fonyód → Fonyódliget → Balatonboglár → Balatonlelle → Balatonlelle felső → Balatonszemes → Balatonszárszó → Balatonföldvár → Szántód → Zamárdi → Zamárdi felső → Balatonszéplak alsó → Balatonszéplak felső → Siófok → Szabadifürdő → Szabadisóstó → Balatonvilágos → Balatonaliga → Lepsény → Polgárdi-Tekerespuszta → Kiscséripuszta → Szabadbattyán → Maroshegy → Székesfehérvár → Érd alsó → Budapest-Kelenföld → Budapest-Déli | Nyáron napi 1 Budapest felé                                                     |
| Vízipók sebesvonat                             | Budapest-Déli – Budapest-Kelenföld – Székesfehérvár – Balatonakarattya – Csittényhegy – Balatonkenese – Balatonfűzfő – Balatonalmádi – Káptalanfüred – Alsóörs – Csopak – Balatonarács – Balatonfüred | Nyáron 2 óránként                                                               |
| Katica InterRégió                              | Budapest-Déli – Budapest-Kelenföld – Székesfehérvár – Maroshegy – Szabadbattyán – Polgárdi-Ipartelepek – Polgárdi – Füle – Balatonfőkajár felső – Csajág – Balatonakarattya – Csittényhegy – Balatonkenese – Balatonfűzfő – Balatonalmádi – Káptalanfüred – Alsóörs – Csopak – Balatonarács – Balatonfüred | Nyáron 2 óránként                                                               |
| Kék Hullám InterCity                           | Budapest-Déli – Budapest-Kelenföld – Székesfehérvár – Balatonalmádi – Balatonfüred – Aszófő – Örvényes – Balatonudvari – Fövenyes – Balatonakali-Dörgicse – Zánka-Erzsébettábor – Zánka-Köveskál – Balatonszepezd – Révfülöp – Balatonrendes – Ábrahámhegy – Badacsonytomaj – Badacsony – Badacsonylábdihegy – Badacsonytördemic-Szigliget – Nemesgulács-Kisapáti – Tapolca (– napi 1-2 tovább Szombathely felé) | Nyáron 2 óránként                                                               |
| Levendula InterCity                            | Tapolca → Badacsonytördemic-Szigliget → Badacsony → Badacsonytomaj → Révfülöp → Zánka-Köveskál → Balatonakali-Dörgicse → Balatonfüred → Alsóörs → Balatonalmádi → Balatonfűzfő → Balatonkenese → Balatonakarattya → Székesfehérvár → Budapest-Kelenföld → Budapest-Déli | Nyáron napi 1 Budapest felé                                                     |
| Göcsej InterCity                               | Budapest-Déli – Budapest-Kelenföld – Székesfehérvár – Várpalota – Pétfürdő – Veszprém – Ajka – Jánosháza – Ukk – Zalabér-Batyk – Zalaszentiván – Zalaegerszeg | 2 óránként                                                                      |
| Bakony InterCity                               | Budapest-Déli – Budapest-Kelenföld – Székesfehérvár – Várpalota – Pétfürdő – Öskü – Hajmáskér – Veszprém – Ajka – Devecser – Boba – Celldömölk – Sárvár – Szombathely | 2 óránként                                                                      |
| Balaton InterCity                              | Budapest-Déli – Budapest-Kelenföld – Székesfehérvár (– Lepsény) – Siófok – Zamárdi – Balatonföldvár – Balatonszárszó – Balatonszemes – Balatonlelle – Balatonboglár – Fonyód – Balatonfenyves – Balatonmáriafürdő – Balatonberény – Balatonszentgyörgy – Keszthely | 2 óránként                                                                      |
| Tópart InterCity                               | Budapest-Déli – Budapest-Kelenföld – Székesfehérvár – Lepsény – Siófok – Zamárdi – Balatonföldvár – Balatonszárszó – Balatonszemes – Balatonlelle – Balatonboglár – Fonyód – Balatonfenyves – Balatonmáriafürdő – Balatonberény – Balatonszentgyörgy – Vörs – Zalakomár – Zalaszentjakab – Nagykanizsa | 2 óránként                                                                      |
| Agram-Tópart nemzetközi InterCity              | Budapest-Déli – Budapest-Kelenföld – Székesfehérvár – Lepsény – Siófok – Zamárdi – Balatonföldvár – Balatonszárszó – Balatonszemes – Balatonlelle – Balatonboglár – Fonyód – Balatonfenyves – Balatonmáriafürdő – Balatonszentgyörgy – Vörs – Zalakomár – Zalaszentjakab – Nagykanizsa – Gyékényes – Koprivnica – Križevci – Vrbovec – (Dugo Selo →) Zagreb Glavni kolodvor (Zágráb) | Napi 1 pár                                                                      |
| Citadella nemzetközi InterCity                 | Budapest-Déli – Budapest-Kelenföld – Székesfehérvár – Várpalota – Pétfürdő – Veszprém – Ajka – Jánosháza – Ukk – Zalabér-Batyk – Zalaszentiván – Zalaegerszeg – Zalalövő – Őriszentpéter – Hodoš (Őrihodos) – (Mačkovci (Mátyásdomb) →) Murska Sobota (Muraszombat) – Lipovci (Hársliget) – Ljutomer mesto (← Ivanjkovci) – Ormoz – Ptuj – Pragersko – Celje – Laško – (Rimske Toplice →) Zidani Most – Trbovlje – Zagorje – (Litija →) Ljubljana | Napi 1 pár                                                                      |
|                                                | Budapest-Déli – Budapest-Kelenföld – Győr – Mosonmagyaróvár – Hegyeshalom – Wien Meidling (Bécs Meidling) – Wien Hauptbahnhof (Bécs főpályaudvar) – Břeclav – Brno hl.n. (Brno főpályaudvar) – Brno-Židenice – Praha hl.n. (Prága főpályaudvar) | Napi 4 pár (2 pár Budapest és Prága között, 2 pár csak Budapest és Bécs között) |

### Belföldi
IC – Intercity járatok
| Vonat                       | Útvonal |               |
| --------------------------- | --- | ------------- |
| 952-959 – GÖCSEJ IC         | Budapest-Déli – Budapest-Kelenföld – Székesfehérvár – Várpalota – Pétfürdő – Veszprém – Ajka – Jánosháza – Ukk – Zalabér-Batyk – Zalaszentiván – Zalaegerszeg | 239 km 3ó 08p |
| 900-9006 – BAKONY IC        | Budapest-Déli – Budapest-Kelenföld – Székesfehérvár – Várpalota – Pétfürdő – Öskü – Hajmáskér – Veszprém – Ajka – Devecser – Boba – Celldömölk – Sárvár – Szombathely | 236 km 3ó 19p |
| 860-877 – BALATON IC        | Budapest-Déli – Budapest-Kelenföld – Székesfehérvár – Siófok – Zamárdi – Balatonföldvár – Balatonszárszó – Balatonszemes – Balatonlelle – Balatonboglár – Fonyód – Balatonfenyves – Balatonmáriafürdő – Balatonberény – Balatonszentgyörgy – Keszthely | 180 km 2ó 36p |
| 840-857 – TÓPART IC         | Budapest-Déli – Budapest-Kelenföld – Székesfehérvár – Lepsény – Siófok – Zamárdi – Balatonföldvár – Balatonszárszó – Balatonszemes – Balatonlelle – Balatonboglár – Fonyód – Balatonfenyves – Balatonmáriafürdő – Balatonberény – Balatonszentgyörgy – Vörs – Zalakomár – Zalaszentjakab – Nagykanizsa                                                                      | 220 km 3ó 06p |
| 19700-19797 – KÉK HULLÁM IC | Budapest-Déli – Budapest-Kelenföld – Székesfehérvár – Balatonalmádi – Balatonfüred – Aszófő – Örvényes – Balatonudvari – Fövenyes – Balatonakali-Dörgicse – Zánka-Erzsébettábor – Zánka-Köveskál – Balatonszepezd – Révfülöp – Balatonrendes – Ábrahámhegy – Badacsonytomaj – Badacsony – Badacsonylábdihegy – Badacsonytördemic-Szigliget – Nemesgulács-Kisapáti – Tapolca | 184 km 3ó 16p |
| 1979 – LEVENDULA IC         | Tapolca – Badacsonytördemic-Szigliget – Badacsony – Badacsonytomaj – Révfülöp – Zánka-Köveskál – Balatonakali-Dörgicse – Balatonfüred – Alsóörs – Balatonalmádi – Balatonfűzfő – Balatonkenese – Balatonakarattya – Székesfehérvár – Budapest-Kelenföld – Budapest-Déli | 184 km 2ó 59p |

## Galéria

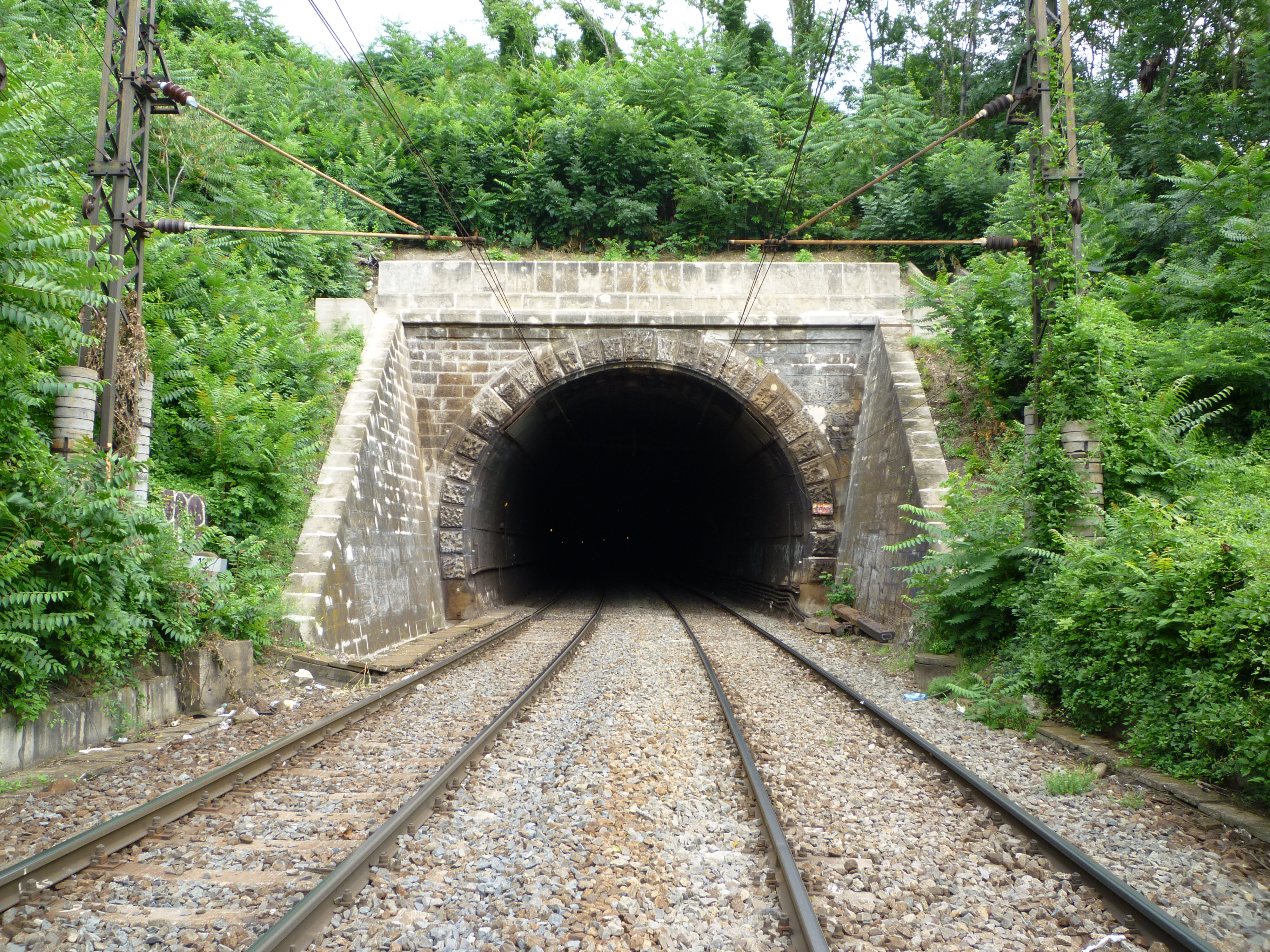
Az alagút déli kapuja 2010-ben
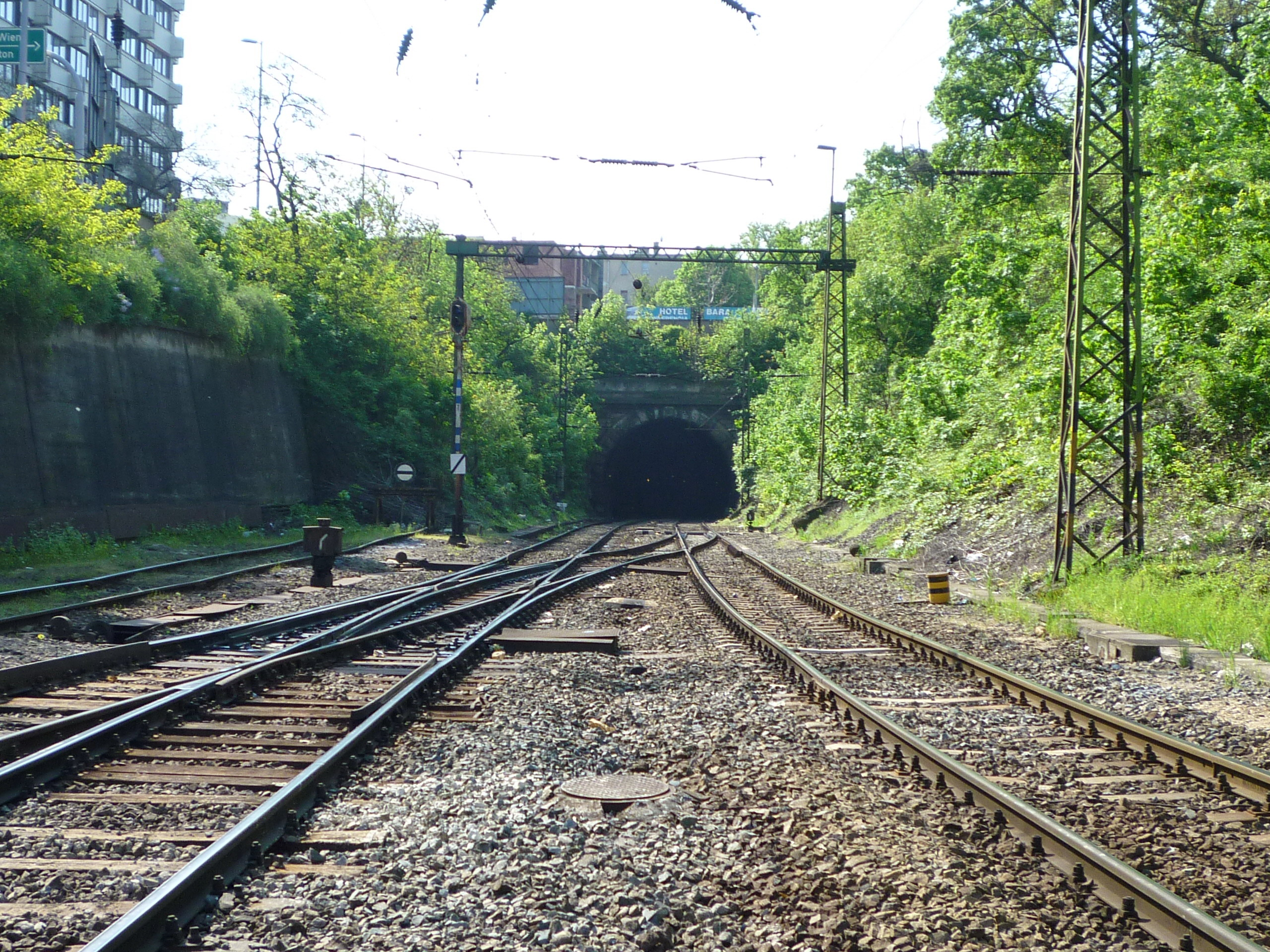
Az alagút északi kapuja 2010-ben
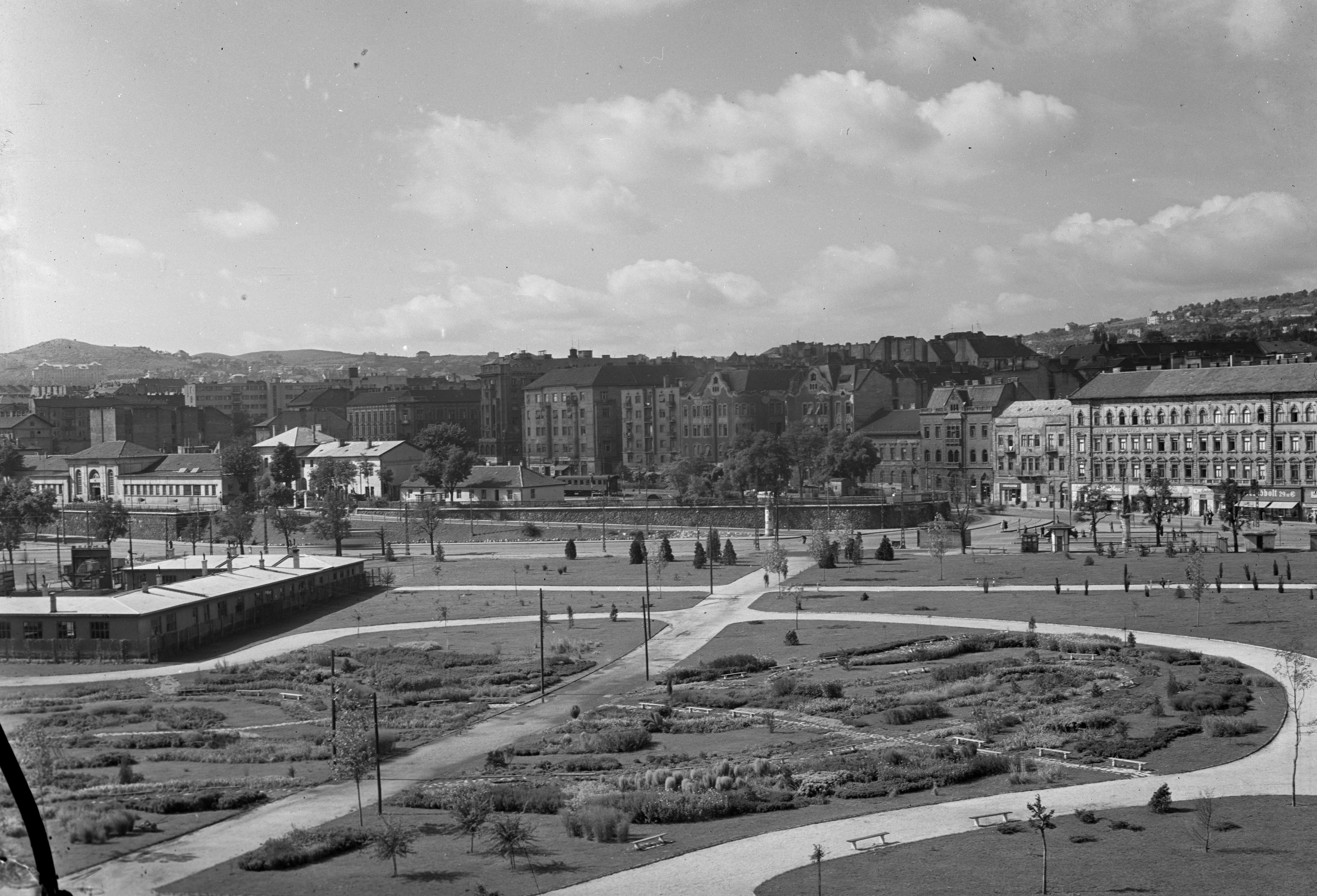
A Vérmező felöl 1952-ben, már a vágányokat fedő csarnok nélkül, de még az eredeti felvételi épületek Krisztina körúti oldalon megmaradt részével, valamint az északi csücskén a mozdonyfordítóval
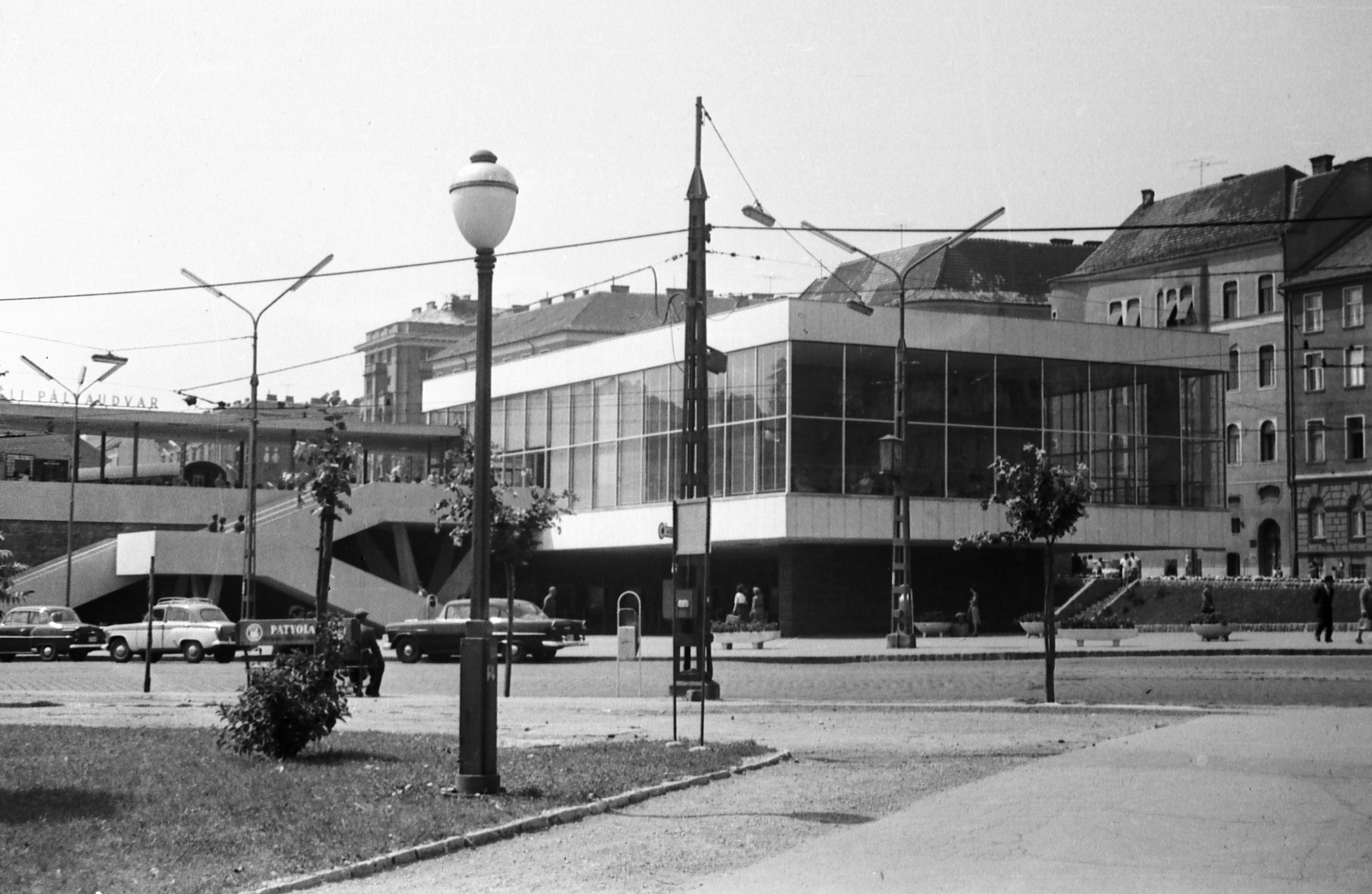
A mozdonyfordító helyére emelt új pénztárcsarnok első, keleti fele 1967-ben
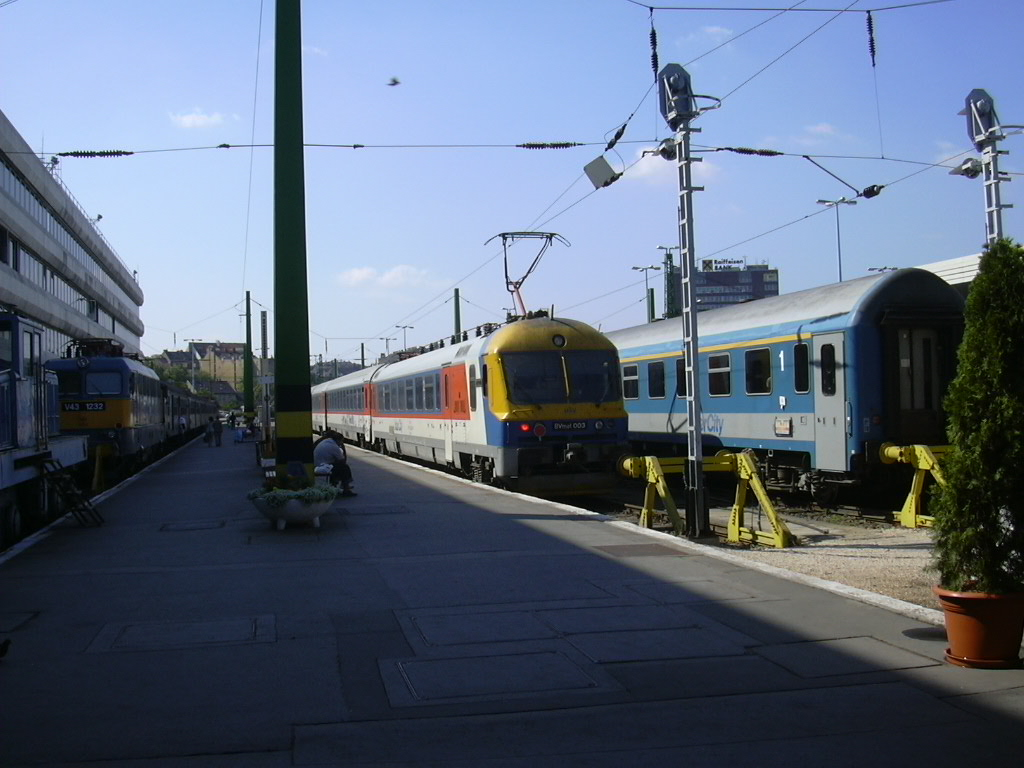
A 2.-3. vágányok közötti peron
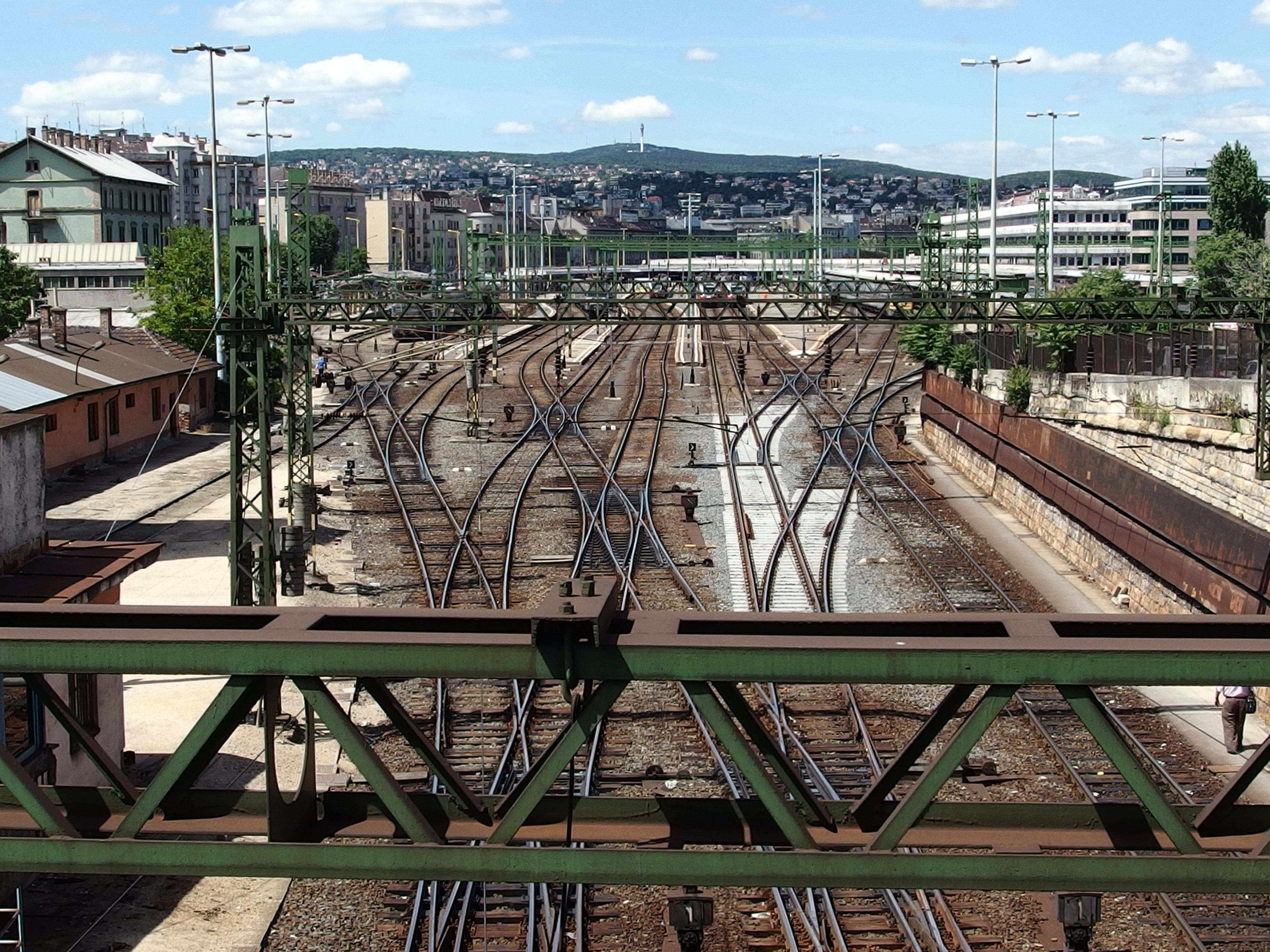
Vágányhálózat a Márvány utcai felüljáróról
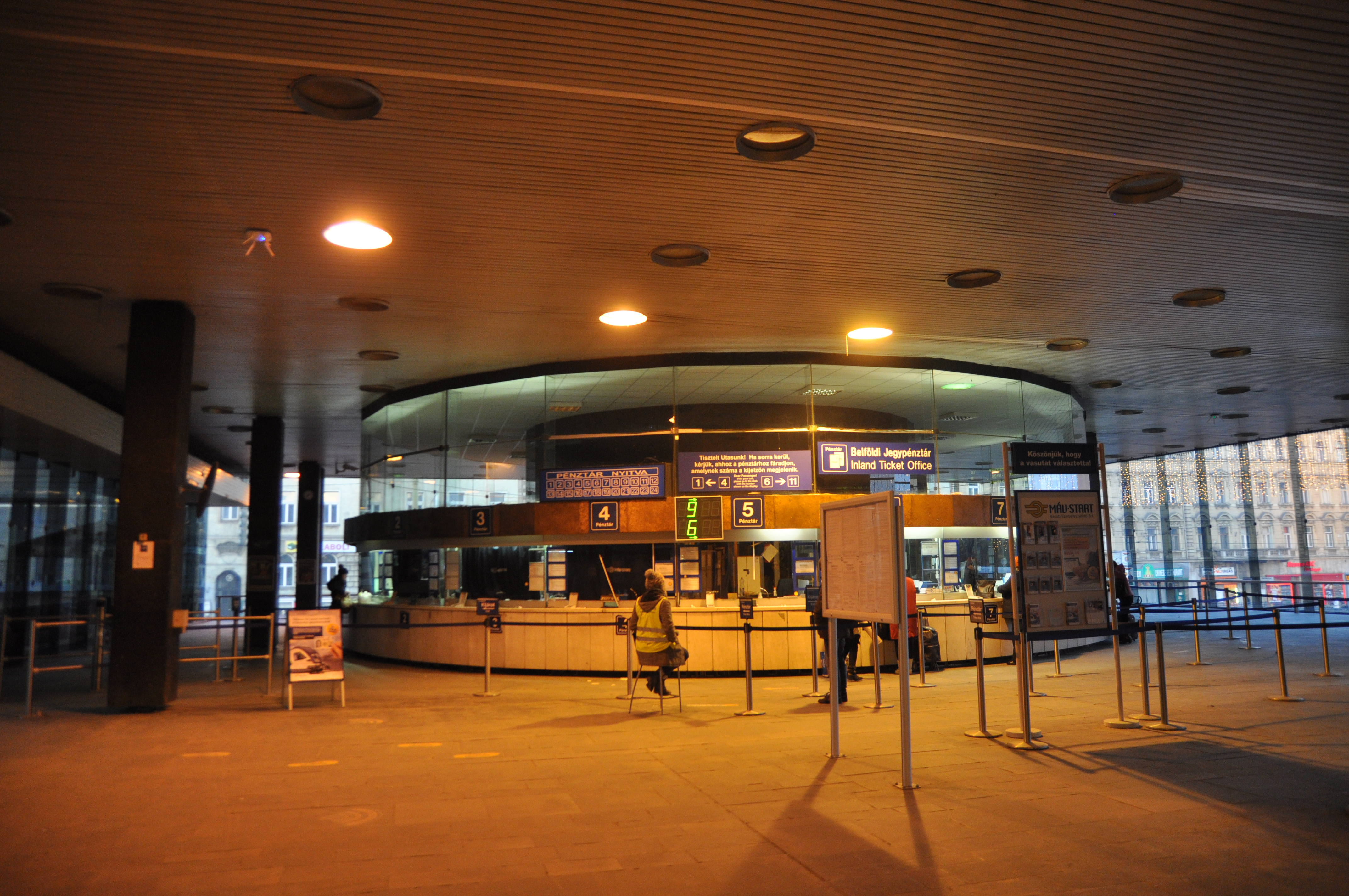
A pénztárablakok 2017-ben
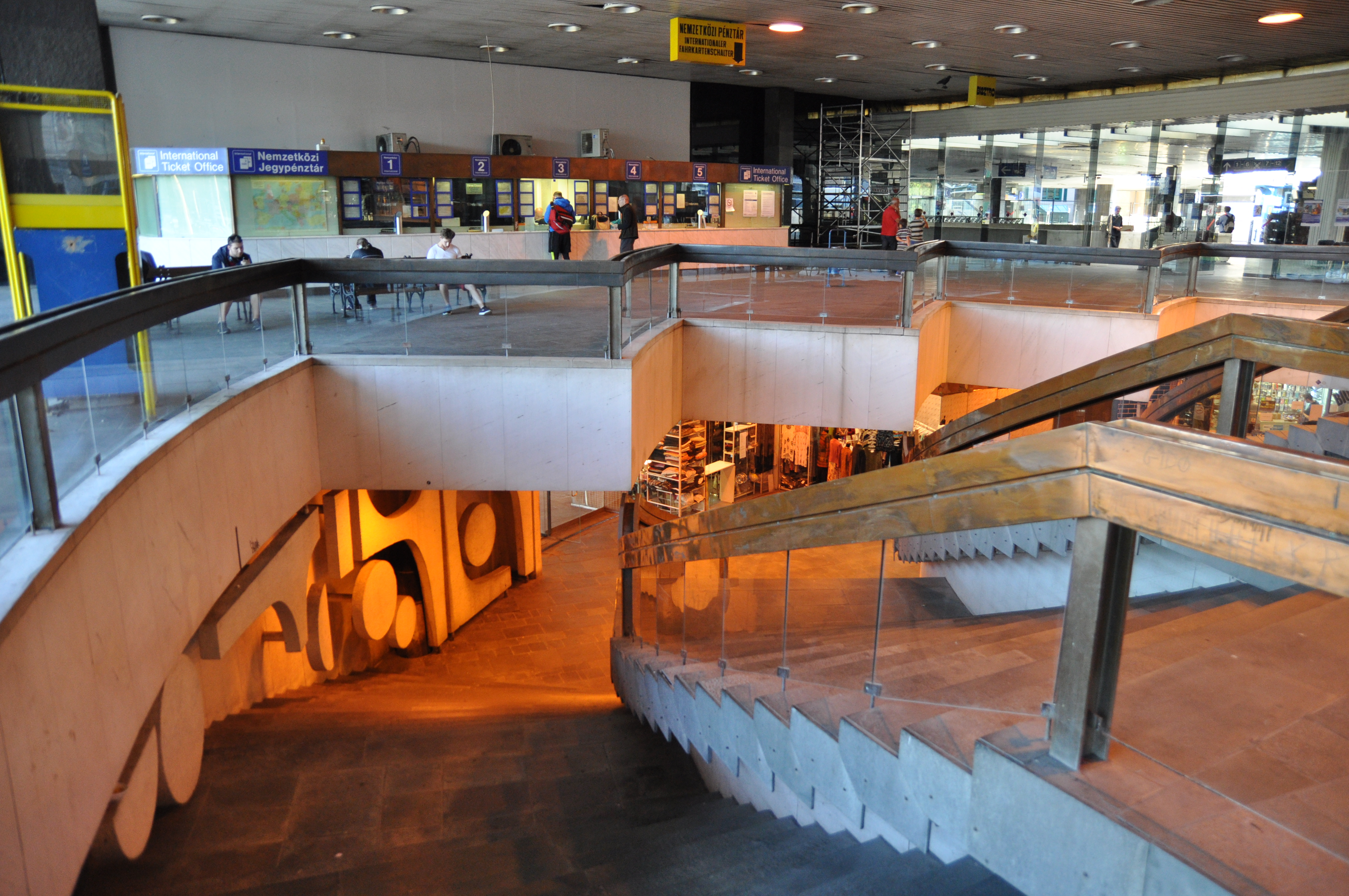
A Krisztina körút felőli, mára kevéssé forgalmas lépcsők 2016-ban